# Alfred Wagner (Landrat)
Alfred Hans Wilhelm Wagner (* 17. März 1852 in Salzliebenhalle, heute Salzgitter-Bad; † 8. Dezember 1931 in Geisenheim) war ein preußischer Landrat in den Kreisen Lebus, Wittlich und dem Rheingaukreis.

## Herkunft
Der evangelische Wagner war ein Sohn des Salinendirektors Albert Wagner (1822–1897) und dessen Ehefrau Auguste Charlotte, geborene Welle (1826–1863).

## Schulische Ausbildung
Wagner erhielt als Kind zunächst Privatunterricht, bevor er 1864 an das Realgymnasium Osnabrück wechselte. Dann besuchte er das Gymnasium Andreanum in Hildesheim sowie die Lateinische Hauptschule der Frankeschen Anstalten in Halle, dann die Landesschule Pforta und letztlich das Thomas-Gymnasium in Leipzig.

## Leben
Nach seinem Abitur absolvierte er ab 1873 ein Studium der Rechts- und Kameralwissenschaften an der Universität Leipzig und in Greifswald, das er 1876 mit der Ersten Staatsprüfung abschloss. Noch im gleichen Jahr wurde er Gerichtsreferendar am Appellationsgericht Greifswald sowie an den Amtsgerichten in Osnabrück, Melle und Harburg. Ab September 1878 arbeitete er als Gerichtsassessor am Obergericht Hannover bis zu seiner Entlassung aus dem Justizdienst im Mai 1879. Ab Juni 1879 war er in Hannover wechselsweise Regierungsreferendar bei der Landdrostei, der Oberfinanzdirektion, der Kreishauptmannschaft sowie der Bürgermeisterei, bis er im Anschluss an die Regierung Potsdam versetzt wurde. Von 1881 bis 1883 war er kommissarischer Landrat im Kreis Lebus im Regierungsbezirk Frankfurt (Oder), bevor er 1884 in Berlin seine Zweite Staatsprüfung ablegte. Im Juli 1884 wurde er Regierungsassessor und am 1. September 1884 kommissarischer Landrat des Kreises Wittlich, dem am 27. August 1885 die definitive Ernennung folgte. Im Nachbarkreis Bernkastel hatte sich Wagner um Kenntnisse im Weinbau bemüht, um den örtlichen Winzern besser helfen zu können. Diese Kenntnisse halfen im auch bei seinem beruflichen Werdegang, als er nach knapp 7 Jahren Amtszeit am 13. Juli 1891 von Wittlich als Landrat in den Rheingaukreis nach Rüdesheim versetzt wurde. Zu Beginn des 20. Jahrhunderts gehörte er der “Weinbau-Aufsichtskommission” der Provinz Hessen-Nassau an. Am 1. Oktober 1919 wurde er mit Abschied am 5. Oktober in den Ruhestand versetzt.

## Politik
Wagner war von 1914 bis 1918 Mitglied des Nassauischen Kommunallandtags im preußischen Regierungsbezirk Wiesbaden bzw. des Provinziallandtages der Provinz Hessen-Nassau für den Rheingaukreis.

## Auszeichnungen
- Geheimer Regierungsrat (1907)
- Eisernes Kreuz II. Klasse aufgrund der Verdienste um die Kriegswirtschaft (1917)

## Familie
Wagner war der Sohn des königlichen Bergrats und Salinendirektors in Sooden Albert Carl Ludwig Wagner und dessen Ehefrau Auguste Charlotte geborene Welle. Alfred Wagner war seit dem 11. Oktober 1887 in Bad-Sooden an der Werra mit Ada de Weldige-Cremer (1865–1934), einer Tochter des Bankiers Franz-Joseph de Weldige-Cremer und dessen Ehefrau Maria, geborene von Halfern, verheiratet.